# Достык (Байтерекский район)
Досты́к (каз. Достық, до 2005 г. — Фу́рманово) — село в Байтерекском районе Западно-Казахстанской области Казахстана. Административный центр Достыкского сельского округа. Код КАТО — 274463100.
Село расположено на левом берегу реки Шаган в 12 км к северо-востоку от Уральска, примерно в 49 км к востоку от районного центра — села Перемётное.

## Население
В 1999 году население села составляло 2926 человек (1381 мужчина и 1545 женщин). По данным переписи 2009 года в селе проживало 3588 человек (1692 мужчины и 1896 женщин).